# Angel (säsong 5)
Säsong 4 av Angel sändes 2003-2004.

## Lista över avsnitt
| Nr i serien | Nr i säsongen | Titel                                 | Regissör           | Manus                           | Originalvisning  |
| ----------- | ------------- | ------------------------------------- | ------------------ | ------------------------------- | ---------------- |
| 89          | 1             | "Conviction"                          | Joss Whedon        | Joss Whedon                     | 1 oktober 2003   |
| 90          | 2             | "Just Rewards"                        | James A. Contner   | David Fury Ben Edlund           | 8 oktober 2003   |
| 91          | 3             | "Unleashed"                           | Marita Grabiak     | Elizabeth Craft Sarah Fain      | 15 oktober 2003  |
| 92          | 4             | "Hell Bound"                          | Steven S. DeKnight | Steven S. DeKnight              | 22 oktober 2003  |
| 93          | 5             | "Life of the Party"                   | Bill Norton        | Ben Edlund                      | 29 oktober 2003  |
| 94          | 6             | "The Cautionary Tale of Numero Cinco" | Jeffrey Bell       | Jeffrey Bell                    | 5 november 2003  |
| 95          | 7             | "Lineage"                             | Jefferson Kibbee   | Drew Goddard                    | 12 november 2003 |
| 96          | 8             | "Destiny"                             | Skip Schoolnik     | David Fury Steven S. DeKnight   | 19 november 2003 |
| 97          | 9             | "Harm's Way"                          | Vern Gillum        | Elizabeth Craft Sarah Fain      | 17 januari 2004  |
| 98          | 10            | "Soul Purpose"                        | David Boreanaz     | Brent Fletcher                  | 21 januari 2004  |
| 99          | 11            | "Damage"                              | Jefferson Kibbee   | Steven S. DeKnight Drew Goddard | 28 januari 2004  |
| 100         | 12            | "You're Welcome"                      | David Fury         | David Fury                      | 4 februari 2004  |
| 101         | 13            | "Why We Fight"                        | Terrence O'Hara    | Drew Goddard Steven S. DeKnight | 11 februari 2004 |
| 102         | 14            | "Smile Time"                          | Ben Edlund         | Joss Whedon Ben Edlund          | 18 februari 2004 |
| 103         | 15            | "A Hole in the World"                 | Joss Whedon        | Joss Whedon                     | 25 februari 2004 |
| 104         | 16            | "Shells"                              | Steven S. DeKnight | Steven S. DeKnight              | 3 mars 2004      |
| 105         | 17            | "Underneath"                          | Skip Schoolnik     | Elizabeth Craft Sarah Fain      | 14 april 2004    |
| 106         | 18            | "Origin"                              | Terrence O'Hara    | Drew Goddard                    | 21 april 2004    |
| 107         | 19            | "Time Bomb"                           | Vern Gillum        | Ben Edlund                      | 28 april 2004    |
| 108         | 20            | "The Girl in Question"                | David Greenwalt    | Steven S. DeKnight Drew Goddard | 5 maj 2004       |
| 109         | 21            | "Power Play"                          | James A. Contner   | David Fury                      | 12 maj 2004      |
| 110         | 22            | "Not Fade Away"                       | Jeffrey Bell       | Jeffrey Bell Joss Whedon        | 19 maj 2004      |

## Hemvideoutgivningar
Hela säsongen utgavs på DVD i region 1 den 15 februari 2005. och i region 2 den 21 februari 2005.

### Fotnoter
1. ↑  ”Angel - The Complete 5th Season” (på engelska). TV Shows on DVD. 15 februari 2005. Arkiverad från originalet den 11 augusti 2011. https://web.archive.org/web/20110811014837/http://www.tvshowsondvd.com/releases/Angel-Complete-5th-Season/4141. Läst 17 februari 2017.
2. ↑  ”Angel - Season 5 [DVD [2000]”] (på engelska). Amazon. 21 februari 2005. https://www.amazon.co.uk/Angel-Season-DVD-David-Boreanaz/dp/B0006IWQK8. Läst 17 februari 2017.